# Österbottens tingsrätt

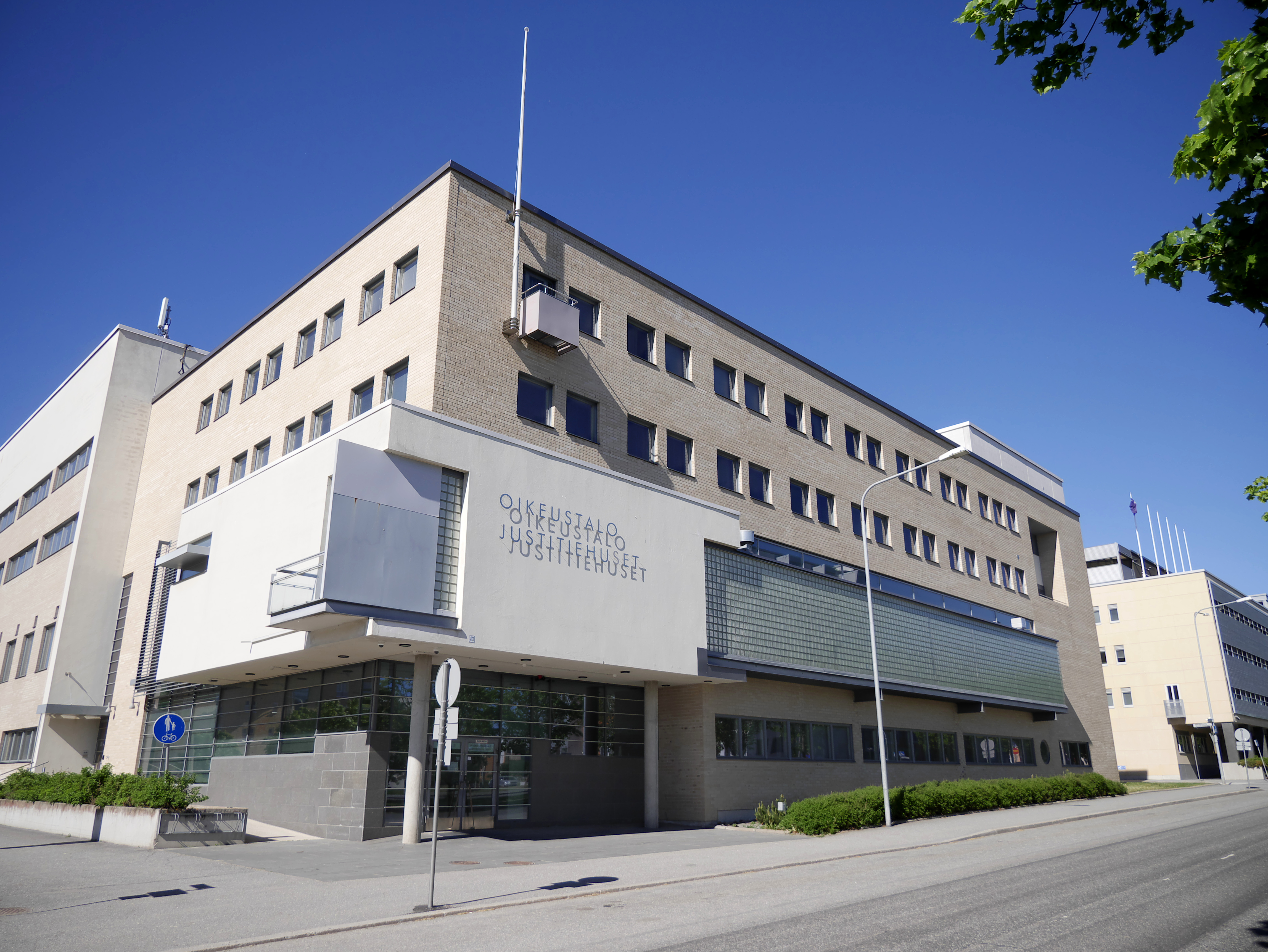
Justitiehuset i Vasa.

Österbottens tingsrätt är en finländsk tingsrätt i landskapet Österbotten. Tingsrätten ligger under Vasa hovrätt. Österbottens tingsrätt har kanslier i Vasa och Karleby, och en sessionsplats i Jakobstad.
Domkretsen för Österbottens tingsrätt omfattar 22 kommuner.

## Domkrets
Domkretsen för Österbottens tingsrätt omfattar följande kommuner:
- Halso kommun
- Jakobstad
- Kannus stad
- Karleby stad
- Kaskö
- Kaustby kommun
- Korsholm
- Korsnäs
- Kristinestad
- Kronoby
- Laihela
- Larsmo
- Lestijärvi kommun
- Malax
- Nykarleby
- Närpes
- Pedersöre
- Perho kommun
- Toholampi kommun
- Vasa
- Vetil kommun
- Vörå